# Černocký potok
Černocký potok är ett vattendrag i Tjeckien. Det ligger i den nordvästra delen av landet, 70 km väster om huvudstaden Prag.